# Marija Elizabeta Hesselblad
Elizabeta Hesselblad O.Ss.S. (Fåglavik, 4. lipnja 1870. – Rim, 24. travnja 1957.), švedska medicinska sestra, redovnica i katolička svetica proglašena pravednicom među narodima.

## Životopis
Bila je peto od trinaest djece rođene u luteranskoj obitelji Roberta Hesselblada i Cajse Pettesdotter Dag u Fåglaviku u Švedskoj. Još kao dijete je bila podložna mnogim zarazama i krhkog zdravlja. 
Tražila je posao u Švedskoj, ali je na kraju radila u Sjedinjenim Američkim Državama kao medicinska sestra. U SAD-u se počela zanimati za katoličanstvo, a 1902. je i službeno prešla na katoličku vjeru. 
Nakon hodočašća u Rim prima sakrament potvrde te se počinje baviti oživljavanjem redovničke zajednice brigitinki. Nastojala je povećati zanimanje za ovaj red te za utemeljiteljicu reda sv. Brigitu. Godine 1906. papa Pio X. je odobrio življenje prema pravilima Reda Presvetog Otkupitelja svete Brigite Švedske. U njezinim nastojanjima pridružile su joj se još tri Engleskinje što je bilo početak oživljavanja Reda.
Tijekom života marljivo je radila na području međureligijskog dijaloga te suzbijanja rasizma i antisemitizma. Zbog svoga djelovanja postala je poznat kao druga Brigita. Umrla je u Rimu 24. travnja 1957. godine.
Papa Ivan Pavao II. proglasio ju je blaženom 9. travnja 2000. godine. Godine 2004., Yad Vashem priznao ju je, kao jednu od Pravednika među narodima za njen rad u spašavanju Židova tijekom Drugog svjetskog rata. Papa Franjo ju je proglasio svetom 5. lipnja 2016. godine.

## Vanjske poveznice

### Sestrinski projekti
|  | Zajednički poslužitelj ima još gradiva o temi Elisabeth Hesselblad |

### Mrežna mjesta
- (engl.) Yad Vashem – The Righteous Among The Nations: Hesselblad Elisabetta (1870 – 1957)